# Vallée Étroite

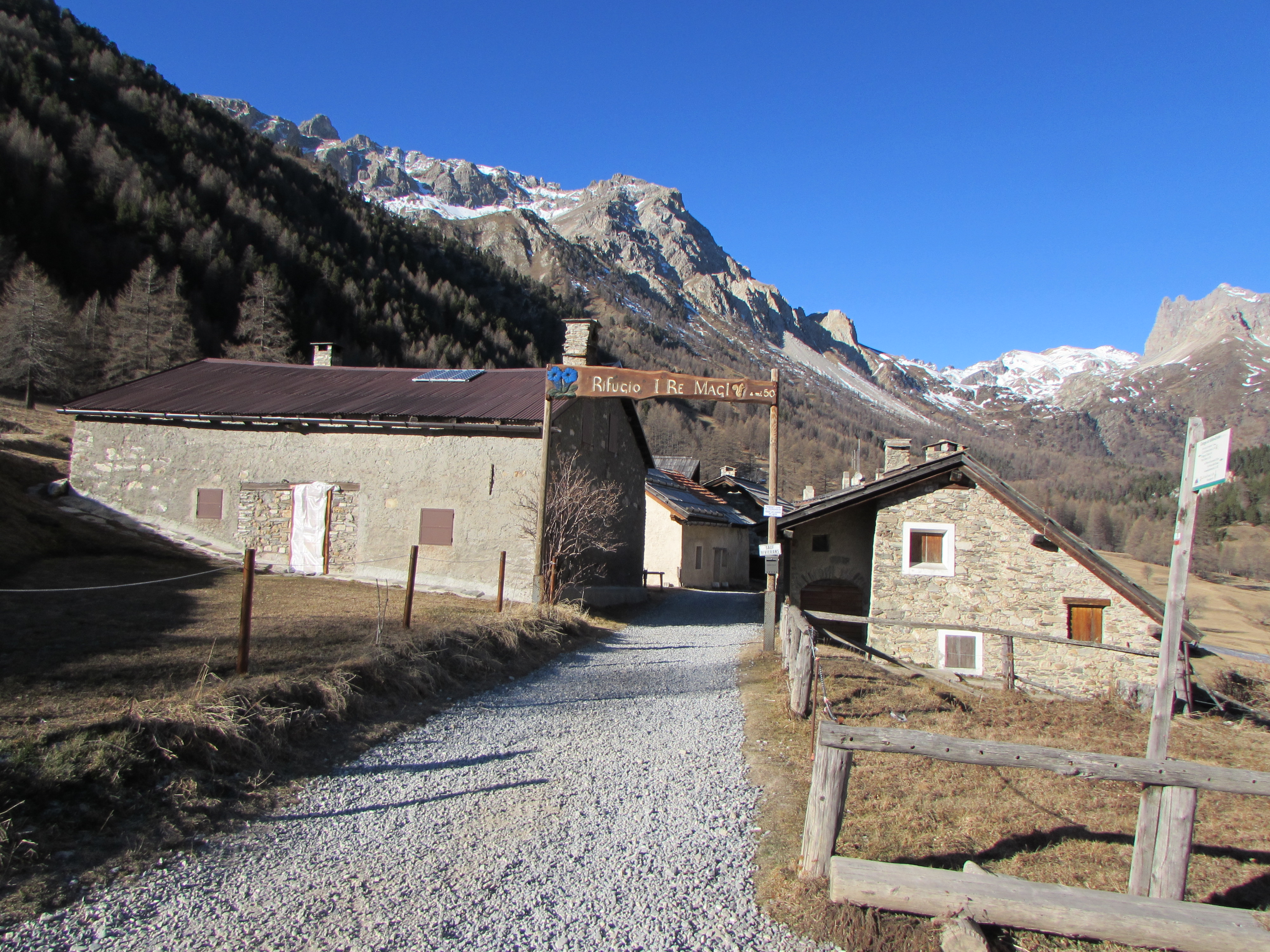
De nederzetting met de herberg I re magi

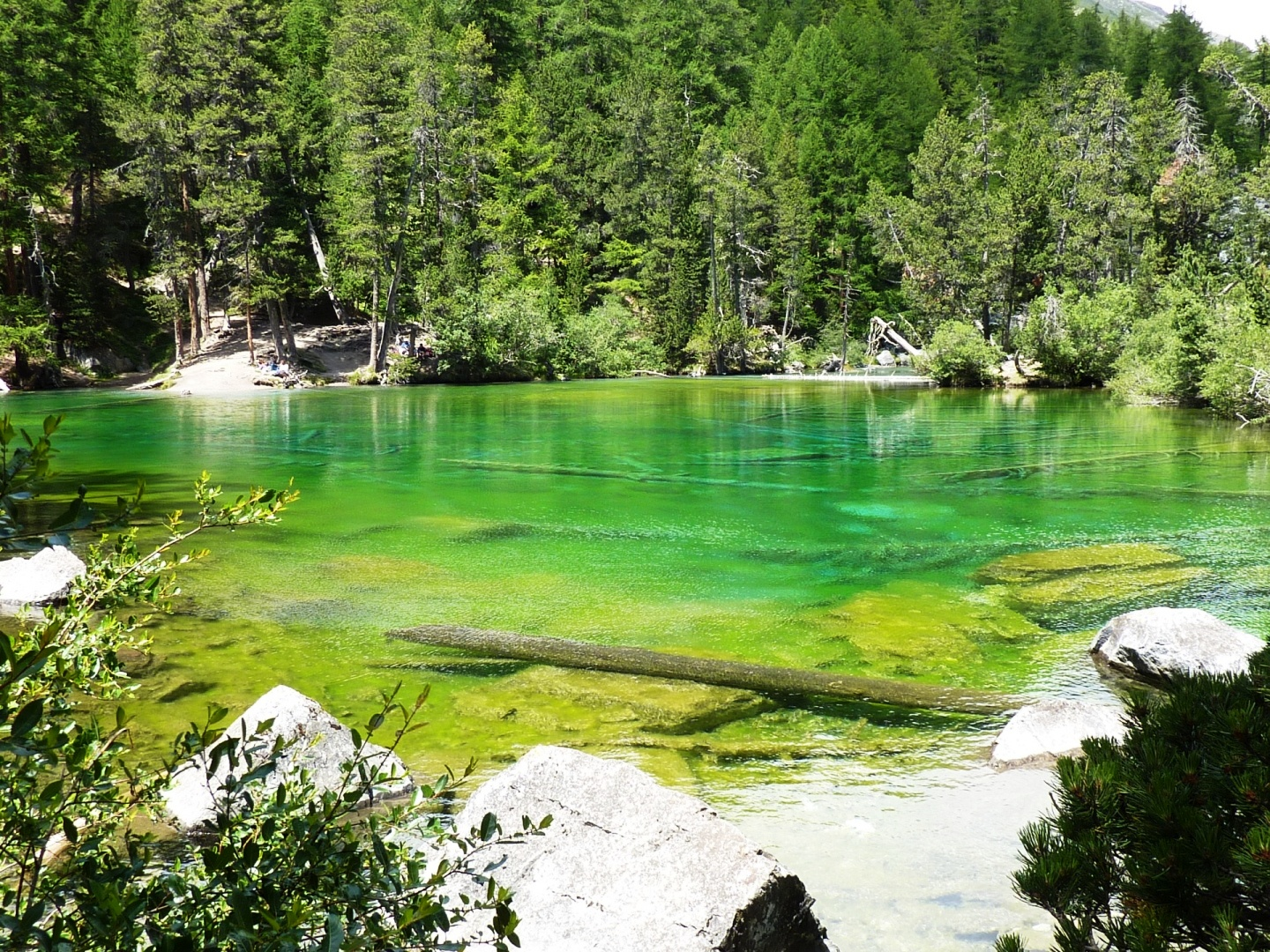
Lac Vert

Vallée Étroite (It: Valle Stretta) is een dal in de Alpen dat deels in de Italiaanse, deels in de Franse Alpen is gelegen. De naam betekent: nauwe vallei.

## Geografie
Het is een vallei waarin de Ruisseau de la Vallée Étroite (Rio di Valle Stretta) stroomt. Deze vallei begint bij de Col de la Vallée Étroite (2.445 meter hoogte), die tevens de grens vormt tussen de Franse departementen Savoie en Hautes-Alpes.
Het Franse deel van de vallei, behorend tot de gemeente Névache loopt in zuidoostelijke richting. Het Italiaanse deel, behorend tot de gemeente Bardonecchia, loopt in noordoostelijke richting. In Italië bevindt zich een klein stuwmeer dat een waterkrachtcentrale aandrijft. Uiteindelijk vloeit de beek uit in de Dora di Bardonecchia (Fr: Dore-Ripoire), die uiteindelijk uitkomt in de Po.
In het Franse gedeelte bevindt zich de nederzetting: Granges de la Vallée Étroite, met twee herbergen die beheerd worden door de Club Alpino Italiano (CAI). Het betreft Terzo Alpini en I Re Magi. Deze herbergen vormen een uitgangspunt voor tochten naar de Mont Thabor, een top van 3.186 meter hoogte. Ook de Wandelroute GR5 komt door de Vallée Étroite en doet de herbergen aan. Deze verlaat de vallei over de Col des Thures (2.194 meter) waarna afgedaald wordt naar Névache en Plampinet.
Hogerop in het Franse gedeelte vindt men het Lac Vert (Lago Verde), een Alpenmeer.

## Geschiedenis
De gehele vallei was Italiaans. Het Verdrag van Parijs (1947) bracht echter enkele grenscorrecties met zich mee ten nadele van Italië. De bovenloop van de vallei werd toen bij Frankrijk gevoegd. Toen de verhouding tussen Italië en Frankrijk zich normaliseerde werd het grondgebied geleidelijk teruggegeven aan de oorspronkelijke (Italiaanse) eigenaren. Het Franse gedeelte oogt dus geheel Italiaans. In 1970 werd uiteindelijk de herberg Terzo Alpini door de Club alpin français (CAF) op symbolische wijze opnieuw aan de CAI overgedragen.